# Inwendig punt

Het punt is een inwendig punt binnen, aangezien binnen ligt. Het punt ligt op de rand van.

Een inwendig punt van een deelverzameling van een topologische ruimte en daarmee ook van een deelverzameling van een euclidische ruimte en een metrische ruimte is een punt dat geheel door andere punten van die verzameling is omgeven, voor zover daar punten van de ruimte zijn. De verzameling van deze inwendige punten  heet het inwendige van die verzameling. De ruimte kan zo worden ingedeeld in het inwendige van de deelverzameling, het inwendige van het complement, en de rand.
De 'deelverzameling' kan ook de hele ruimte zijn. Het inwendige is dan ook de hele ruimte.

## Definitie

### Euclidische ruimte
Het punt {\displaystyle x} in een deelverzameling {\displaystyle S} van een euclidische ruimte heet inwendig punt van {\displaystyle S} als er een open bol bestaat met {\displaystyle x} als middelpunt die helemaal in {\displaystyle S} ligt.
Als de ruimte de gewone ruimte van de reële getallen is, en {\displaystyle S} de verzameling rationale getallen, heeft zowel {\displaystyle S} als zijn complement geen inwendige punten, want elk open interval van reële getallen met een lengte groter dan 0 bevat zowel rationale als irrationale getallen. De rand van {\displaystyle S} is de hele ruimte.

### Metrische ruimte
Als {\displaystyle X} een metrische ruimte is met metriek {\displaystyle d}, dan is {\displaystyle x} een inwendig punt van een deelverzameling {\displaystyle S} als er een bol om {\displaystyle x} bestaat met straal {\displaystyle r>0} die helemaal in {\displaystyle S} ligt.
Een deelverzameling van een metrische ruimte kan worden ingedeeld in het inwendige van de deelverzameling, het inwendige van het complement van de deelverzameling, en de rand ervan.
Voorbeeld:
Voor de reële getallen met de gewone metriek heeft de deelverzameling [3,4) als inwendige (3,4), als inwendige van het complement {\displaystyle (\infty ,3)\cup (4,\infty )} en als rand {3,4}.

### Topologische ruimte
Deze definitie geldt ook in een topologische ruimte, maar daarin wordt de bol door een omgeving vervangen. Laat {\displaystyle S} een deelverzameling van een topologische ruimte {\displaystyle X} zijn. Dan heet {\displaystyle x} inwendig punt van {\displaystyle S}, als er een omgeving van {\displaystyle x} bestaat, die in {\displaystyle S} ligt. Merk op dat deze definitie niet van de vraag afhangt of het een vereiste is dat omgevingen al of niet open zijn. Als het niet is vereist dat omgevingen open zijn, is {\displaystyle S} wanneer {\displaystyle x} in {\displaystyle S} ligt altijd een omgeving van {\displaystyle x}.
Dit betekent dat een inwendig punt van {\displaystyle A} zich niet op de rand van {\displaystyle A} kan bevinden. Als {\displaystyle A} een open verzameling is, is ieder element van {\displaystyle A} een inwendig punt.